# Marc Birkigt

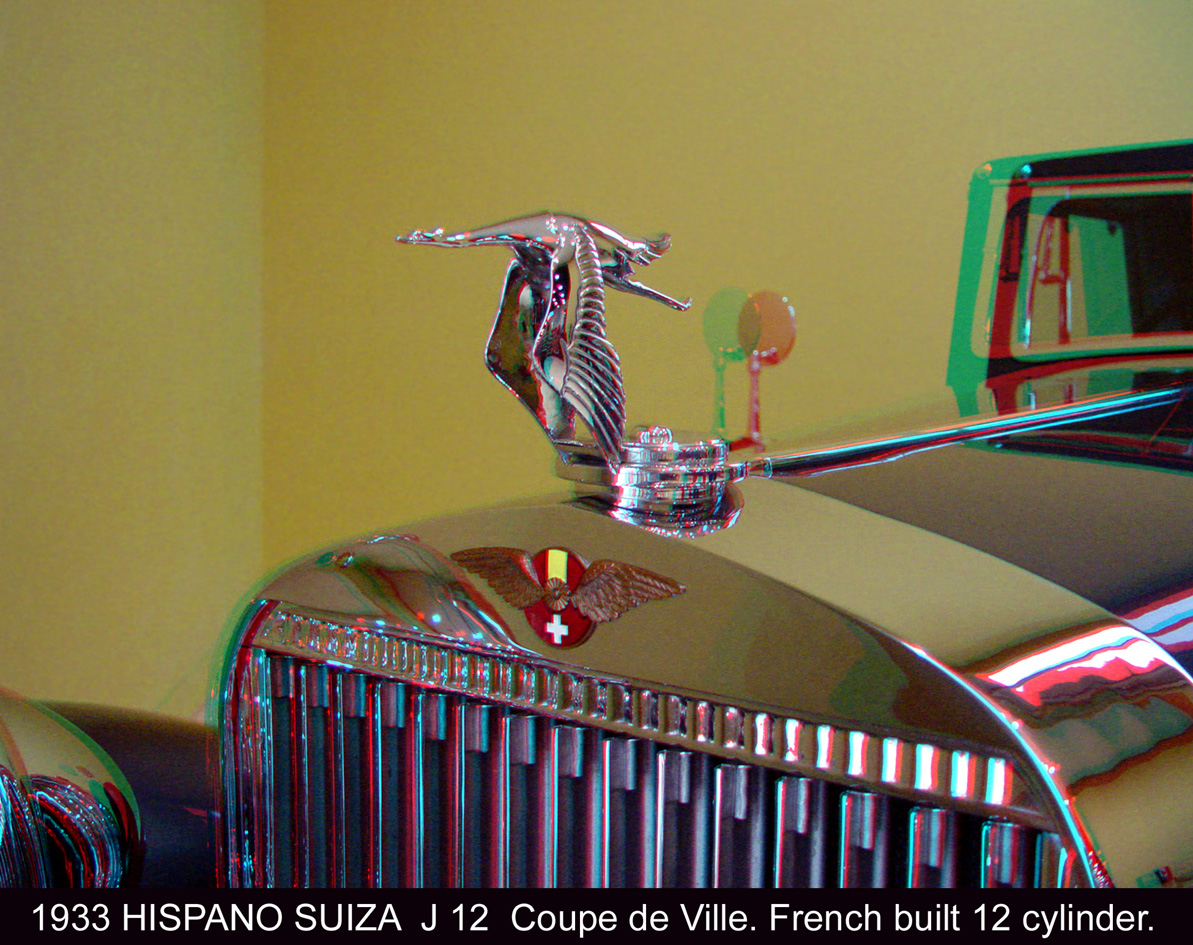
Letící čáp na Hispano-Suiza J12

Marc Birkigt (8. března 1878, Ženeva – 15. března 1953, Versoix) byl švýcarský konstruktér. Birkigt se stal slavným založením firmy Hispano-Suiza. Birkigt byl synem německých rodičů Ernsta Ludwiga Birkigta a Louisy Annenové.
Birkigt ztratil rodiče v útlém věku a byl vychováván babičkou. V roce 1898 se v Ženevě stal občanem Švýcarska. Na ženevské École de mécanique získal svůj univerzitní diplom. Když jeho babička zemřela, odešel v roce 1899 do Barcelony, kde pro výrobce nákladních automobilů La Cuadra navrhl elektrický autobus. Zde také začal s konstrukcí spalovacího motoru a nakonec vyvinul zcela nové typy osobních automobilů, pro které zkonstruoval podvozek, motor a převodové ústrojí. Přesto se podnik dostal do konkurzu a Birkigt se vrátil do Ženevy. Tam se 23. listopadu 1901 oženil s Eugénií Mariou Brachetovou, se kterou měl jednoho syna a jednu dceru.
Hlavní věřitel La Cuadry bankéř Juan Castro pozval Birkigta v listopadu 1902 zpět do Španělska, aby zde vybudoval španělského automobilového výrobce. Nová firma byla nazvána J. Castro Fabrica Hispano-Suiza de automoviles. Birkigt vyvinul nový kardanův hřídel a prosadil svůj styl stavby vozidel. Avšak i Juan Castro se na počátku roku 1904 dostal do konkurzu.
Následně ale s pomocí Damiana Mateua a Francisca Seixe založil 14. června 1904 v Barceloně společnost Hispano-Suiza, Fabrica des automoviles S.A.. Birkigt se stal spolumajitelem a hlavním konstruktérem. Vyráběná vozidla byla mimořádně drahá a jejich odbyt vázl. Proto firma zřídila prodejní kanceláře v Paříži a v Ženevě, aby se dostala k majetnější klientele. Pařížský autosalon v roce 1906 se pro Birkigta stal průlomovým.
V roce 1911 otevřel Birkigt nový výrobní závod ve francouzském Levallois-Perret. Zabýval se zejména konstrukcí automobilů a motorů, které byly ve své době rozšířené takřka po celém světě.
Během první světové války zkonstruoval Birkigt vynikající letecký motor Hispano-Suiza 8 a vyřešil pro něj i synchronizační zařízení pro střelbu kulometu okruhem vrtule. Motory poháněly např. proslulé francouzské stíhací letouny SPAD S.VII, které nejvíce proslavila escadrille SPA 3 zvaná Čápi (les Cigognes). Na jejich počest pak firma Hispano-Suiza používala emblém letícího čápa na svých výrobcích.
V roce 1938 založil v Ženevě Hispano Suiza (Suisse) SA, která se zabývala vývojem a výrobou zbraní a nástrojů.
Za svou celoživotní práci se Birkigt v roce 1939 stal velkodůstojníkem francouzského Řádu čestné legie a byl jmenován čestným doktorem na Spolkovém vysokém učení technickém v Curychu. Za svého života podal přes 150 patentů.